# Die Geschichte des Schneiders: Der hinkende junge Mann aus Bagdad und der Friseur

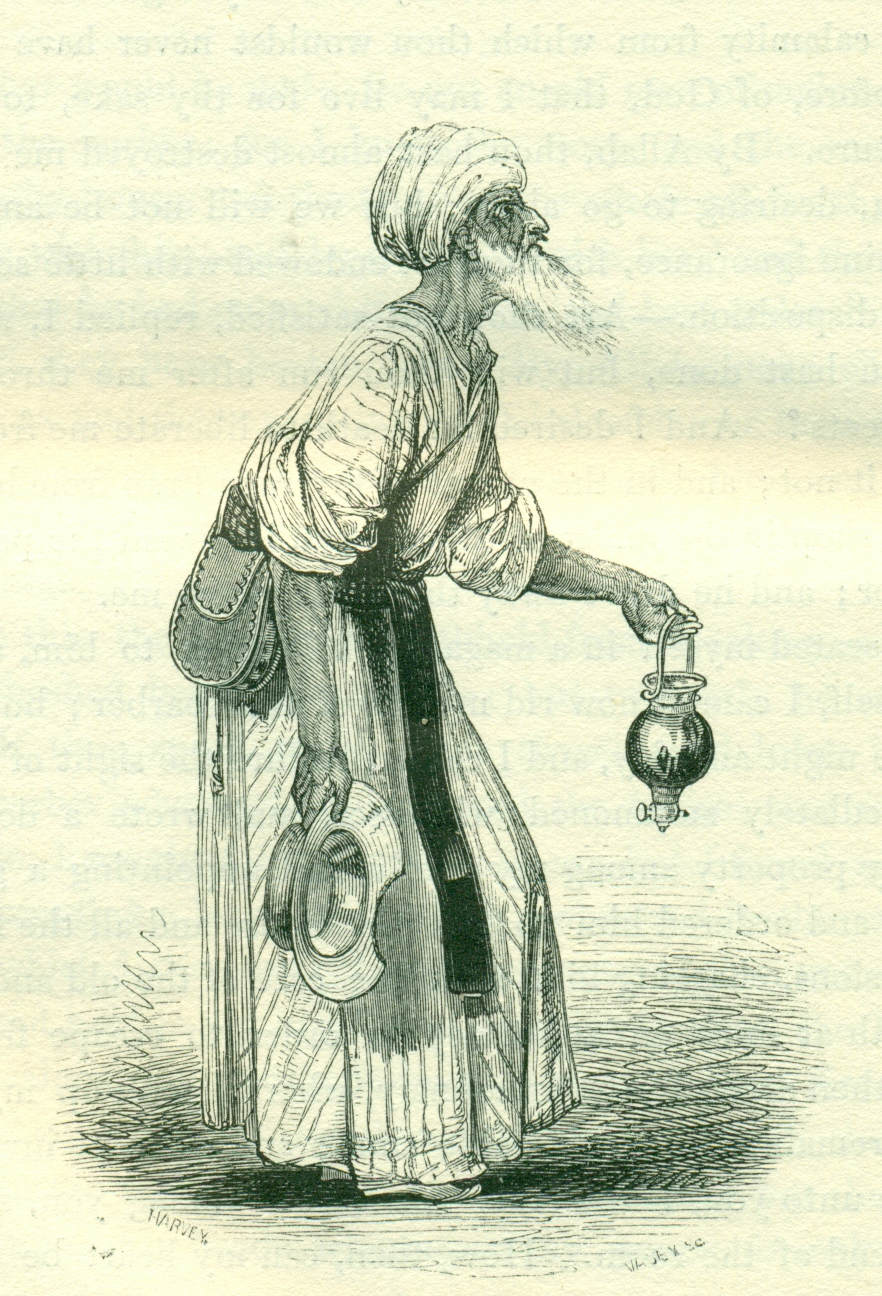
Holzschnitt von William Harvey, 1838–40

Die Geschichte des Schneiders: Der hinkende junge Mann aus Bagdad und der Friseur ist ein Schwank aus Tausendundeine Nacht. Er steht in Claudia Otts Übersetzung als Die Geschichte des Schneiders: Der hinkende junge Mann aus Bagdad und der Friseur (Nacht 139–151), bei Max Henning und bei Gustav Weil als Geschichte des Schneiders.

## Inhalt
Der Schneider erzählt, wie ein Hinkender am Festessen nicht teilnehmen will, weil ein bestimmter Friseur auch da ist. Er erzählt, wie er sich in seiner Heimatstadt Bagdad heftig in die Tochter des Kadis verliebt, wie sie aus ihrem Fenster schaut. Er wird liebeskrank. Nur eine alte Frau durchschaut den Grund und kann ihm schließlich einen Besuch bei ihr vermitteln, wenn ihr Vater beim Gebet ist. Als es so weit ist, lässt er sich noch die Haare schneiden. Aber der Friseur hält ihn mit Angeberei auf, mischt sich ein und schleicht ihm noch nach. Als der Kadi einen Sklaven schlägt, macht der Friseur einen Tumult, sein Herr werde ermordet. Er trägt ihn samt der Truhe, worin er sich versteckt, heraus. Der andere lässt sich fallen, bricht sich das Bein und verlässt seinetwegen die Stadt.

## Einordnung

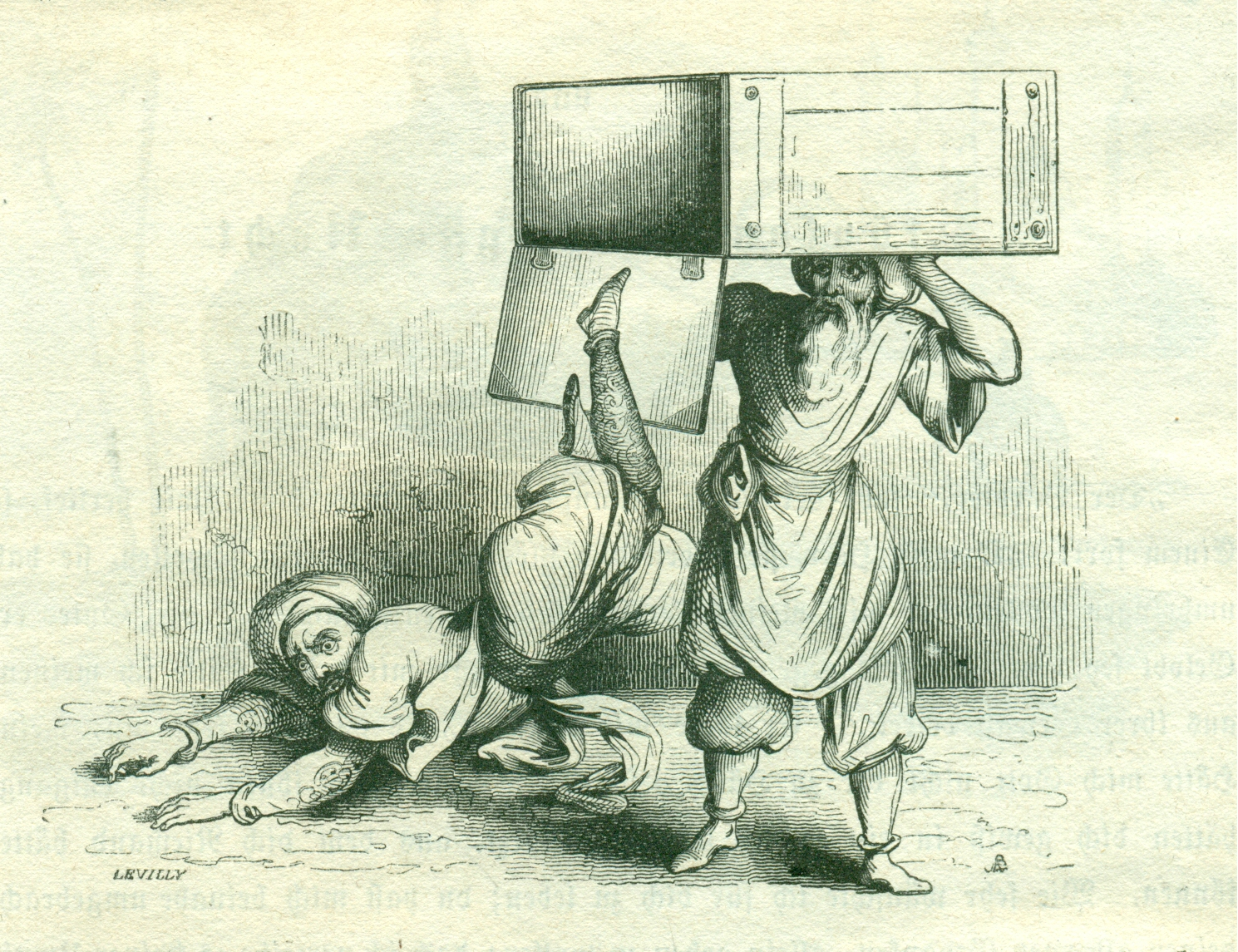
Holzschnitt von Friedrich Gross

Es erzählt der Schneider in Der Bucklige, der Freund des Kaisers von China. Kadi ist ein Richter. Es folgt Die Geschichte des Friseurs.

## Oper
- Der Barbier von Bagdad, Oper von Peter Cornelius, UA 1858